# Consiglio di Rumo
Consiglio di Rumo is een plaats in de Italiaanse provincie Como (regio Lombardije) en telt 1185 inwoners (31-12-2004). De oppervlakte bedraagt 16,3 km², de bevolkingsdichtheid is 73 inwoners per km². Sinds 2011 behoort deze plaats tot de gemeente Gravedona ed Uniti.

## Demografie
Consiglio di Rumo telt ongeveer 482 huishoudens. Het aantal inwoners steeg in de periode 1991-2001 met 4,9% volgens cijfers uit de tienjaarlijkse volkstellingen van ISTAT.
| Jaar | Inwoneraantal |
| ---- | ------------- |
| 1991 | 1120          |
| 2001 | 1175          |

## Geografie
Consiglio di Rumo grenst aan de volgende gemeenten: Colico (LC), Dongo, Dosso del Liro, Garzeno, Germasino, Gravedona, Stazzona.